# Kasvandu
Kasvandu es una aldea del municipio de Rapla, situado en el condado de Rapla, Estonia. Según el censo de 2021, tiene una población de 49 habitantes.
Está ubicada en el centro-este del condado, cerca del río Vigala y de la frontera con los condados de Järva y Harju.